# Polia expallidata
Polia expallidata är en fjärilsart som beskrevs av Zoltan Varga 1974. Polia expallidata ingår i släktet Polia och familjen nattflyn. Inga underarter finns listade i Catalogue of Life.